# مارثا أرواخو
مارثا أرواخو (بالبرتغالية: Martha Araújo‏) هي نحّاتة وفنانة برازيلية، ولدت في 1943.